# Экономический суд СНГ
Экономи́ческий су́д СНГ — судебный орган Содружества Независимых Государств, созданный для обеспечения выполнения государствами-участниками своих экономических обязательств. Суд уполномочен на рассмотрение споров при исполнении экономических обязательств по международным договорам в рамках СНГ, иных споров по соглашению государств-участников, толкование международных договоров и актов органов СНГ. Суд располагается в Минске, Республика Беларусь.

## История
Впервые идея создания судебного органа СНГ была озвучена в день подписания Алма-Атинской Декларации и закреплена в Соглашении о сотрудничестве хозяйственных, арбитражных судов Республики Беларусь, Российской Федерации и Украины от 21 декабря 1991 года. В статье 12 этого Соглашения национальные суды стран СНГ признали целесообразным образование в составе органов Содружества специального арбитражного органа (Экономического Суда).
На межгосударственном уровне решение о создании судебного органа СНГ (под названием Хозяйственного Суда Содружества) было принято при заключении Соглашения о мерах по обеспечению улучшения расчетов между хозяйственными организациями стран-участниц СНГ от 15 мая 1992 года. Целью Хозяйственного Суда Содружества было определено разрешение межгосударственных экономических споров, которые не могут быть отнесены к компетенции высших хозяйственных (арбитражных) судов государств Содружества (статья 5 Соглашения).
6 июля 1992 года было подписано Соглашение о статусе Экономического Суда Содружества Независимых Государств, неотъемлемой частью которого является Положение об Экономическом Суде Содружества Независимых Государств, — правовая основа деятельности Суда.
В Уставе Содружества Независимых Государств, принятом Советом Глав государств СНГ 22 января 1993 года, Экономический Суд был указан в числе органов Содружества.
Статьей 3 Соглашения о статусе Экономического Суда СНГ в качестве местонахождения Суда определен город Минск, Республика Беларусь. 22 ноября 1996 года заключен Договор между Республикой Беларусь и Экономическим Судом Содружества Независимых Государств об условиях пребывания Экономического Суда Содружества Независимых Государств на территории Республики Беларусь.

### Государства-участники Соглашения о статусе Экономического Суда
Соглашение о статусе Экономического Суда СНГ вступило в силу в 1992 году для Республики Беларусь, Российской Федерации, Республики Узбекистан; в 1993 году — для Республики Армения; в 1994 году — для Республики Казахстан, Кыргызской Республики, Республики Таджикистан; в 1995 году — для Республики Молдова. С 2006 года Республика Армения, а с 2010 года — Республика Молдова вышли из данного Соглашения.
В 1997 году Азербайджанская Республика попыталась присоединиться к Соглашению о статусе Экономического Суда с рядом оговорок, однако государства-участники высказались против такого присоединения.
13 сентября 2017 года подписан Протокол о внесении изменений в Соглашение о статусе Экономического Суда Содружества Независимых Государств от 6 июля 1992 года, согласно которому Экономический Суд СНГ переведен на новый формат работы. Протокол подписан пятью государствами: Республикой Беларусь, Республикой Казахстан, Кыргызской Республикой, Российской Федерацией и Республикой Таджикистан.

## Компетенция
Компетенция Экономического Суда определена нормами Устава СНГ и Положения об Экономическом Суде, утвержденного Соглашением о статусе Экономического Суда.
Согласно статье 32 Устава СНГ Суд уполномочен на разрешение споров, возникающих при исполнении экономических обязательств в рамках СНГ, на толкование положений международных договоров и актов СНГ по экономическим вопросам, а также может разрешать иные споры, отнесенные к его ведению соглашениями государств — членов СНГ.
В соответствии с пунктом 3 Положения об Экономическом Суде СНГ Суд разрешает межгосударственные экономические споры:
возникающие при исполнении экономических обязательств, предусмотренных международными договорами СНГ, решениями Совета глав государств, Совета глав правительств СНГ и других его институтов;
о соответствии нормативных и других актов государств-участников, принятых по экономическим вопросам, международным договорам и иным актам СНГ.
Соглашениями государств — участников СНГ к ведению Экономического Суда могут быть отнесены иные споры, связанные с исполнением международных договоров и принятых на их основе иных актов СНГ (в настоящее время имеется 36 таких международных договоров).
В соответствии с пунктом 5 Положения об Экономическом Суде Суд также уполномочен на толкование:
международных договоров, других актов СНГ и его институтов;
актов законодательства бывшего Союза ССР на период взаимосогласованного их применения, в том числе о допустимости применения этих актов, как не противоречащих международным договорам и принятым на их основе иным актам СНГ.
Такое толкование осуществляется при принятии решений по конкретным делам, а также по специальным запросам.

### Право на обращение в Экономический Суд
В соответствии с Положением об Экономическом Суде, правом обращения в Суд для рассмотрения споров обладают заинтересованные государства в лице своих полномочных органов, а также институты СНГ.
С запросами о толковании международных договоров СНГ и иных актов в Экономический Суд могут обращаться высшие органы власти и управления государств-участников, институты СНГ, высшие национальные суды, разрешающие в государствах-участниках экономические споры.
Экономический Суд не уполномочен на рассмотрение споров либо запросов о толковании, вносимых на его рассмотрение субъектами хозяйствования либо физическими лицами. В то же время, в практике Суда имели место случаи рассмотрения такого рода обращений, переданных Суду опосредованно через компетентные органы государств и институтов СНГ.

### Статус решений Суда
Согласно Положению об Экономическом Суде по результатам рассмотрения спора Экономический Суд принимает решение, в котором устанавливается факт нарушения государством-участником международного договора или акта СНГ, его института, определяются меры, которые рекомендуется принять такому государству для устранения нарушения и его последствий. Государство, в отношении которого принято решение Экономического Суда СНГ, обеспечивает его исполнение. Таким образом, правовая сила прямо не установлена учредительными документами Суда. В литературе высказывается мнение о том, что решения Суда имеют обязательный характер в отношении юридической квалификации обстоятельств дела и рекомендательный — в отношении мер по устранению государством нарушения и его последствий.
Решения Экономического Суда СНГ и постановления его Пленума подлежат обязательному опубликованию на официальном сайте Экономического Суда СНГ (sudsng.org), а также в изданиях СНГ и средствах массовой информации государств-участников.

### Исполнение функций Суда Евразэс
С 2004 по 2011 годы Экономический Суд выполнял функции Суда ЕврАзЭС в соответствии с Соглашением между Содружеством Независимых Государств и Евразийским экономическим сообществом о выполнении Экономическим Судом Содружества Независимых Государств функций Суда Евразийского экономического сообщества от 3 марта 2004 г. (с изменениями, внесенными Протоколом от 17 января 2011 г.). Данное Соглашение денонсировано с 1 января 2012 г.
В рамках исполнения функций Суда ЕврАзЭС юрисдикция Экономического Суда распространялась на межгосударственные споры экономического характера, возникающие при применении международных договоров ЕврАзЭС, решений органов ЕврАзЭС, исполнении обязательств, вытекающих из таких актов, иные споры, предусмотренные договорами ЕврАзЭС, а также на толкование положений международных договоров и решений органов ЕврАзЭС.

## Судьи
В соответствии со статьей 2 Соглашения о статусе Экономического Суда СНГ от 6 июля 1992 года (в редакции Протокола от 13 сентября 2017 года) установлена квота числа судей от государств-участников, избираемых (назначаемых) в реестр судей Экономического Суда Содружества Независимых Государств, в количестве двух человек.
Реестр судей Экономического Суда формируется из числа лиц, являющихся специалистами высокой квалификации в области международного права, соответствующих требованиям, как правило, предъявляемым для назначения на высшие судебные должности или руководящие должности государственной службы в области права.
Судьи Экономического Суда избираются (назначаются) в реестр судей Экономического Суда в порядке, предусмотренном в государствах-участниках, сроком на десять лет.
Судьи Экономического Суда во время осуществления своих полномочий по рассмотрению дел, а также при выполнении полномочий Председателя Экономического Суда независимы и неприкосновенны, не должны запрашивать или получать указания от каких-либо государственных и международных органов и организаций, коммерческих структур, политических партий и движений, а также отдельных лиц.

### Структура Суда
Экономический Суд Содружества Независимых Государств в соответствии с Положением об Экономическом Суде Содружества Независимых Государств (в редакции Протокола от 13 сентября 2017 года о внесении изменений в Соглашение о статусе Экономического Суда Содружества Независимых Государств от 6 июля 1992 года) действует в составе палат (по разрешению споров и по рассмотрению запросов о толковании), полного состава и Пленума Экономического Суда Содружества Независимых Государств.
Для рассмотрения спора по заявлению заинтересованного государства Председателем Экономического Суда формируется палата, состоящая из трех судей. Каждая сторона спора назначает в палату по одному судье из реестра судей. Третьего судью палаты, выполняющего функции председательствующего в палате, назначает Председатель Экономического Суда или выполняет эти функции самостоятельно.
Полный состав Экономического Суда рассматривает жалобы на решения палат Экономического Суда по вновь открывшимся обстоятельствам, по вопросам правовой квалификации выносимых решений в порядке, установленном Регламентом Экономического Суда. Полный состав Экономического Суда назначается Председателем Экономического Суда из судей, входящих в реестр судей Экономического Суда, по одному от каждого государства-участника. Государство-участник, судья которого избран Председателем Экономического Суда, представляется в полном составе Экономического Суда только Председателем.
При обжаловании решения палаты Экономического Суда по вопросам правовой квалификации решения в полный состав Экономического Суда включаются судьи, не принимавшие участия в рассмотрении дела, решение по которому обжалуется, за исключением Председателя Экономического Суда.
Для рассмотрения запросов о толковании Председателем Экономического Суда формируется палата, состоящая из трех судей. Судьи для рассмотрения запросов о толковании назначаются в палату Председателем Экономического Суда на ротационной основе. Председательствующий в палате определяется в порядке, предусмотренном Регламентом Экономического Суда.
Высшим коллегиальным органом Экономического Суда является Пленум. Пленум состоит из Председателя и судей Экономического Суда по одному от каждого государства-участника, за исключением государства, гражданином которого является Председатель Экономического Суда, а также председателей высших национальных судов, обладающих компетенцией по рассмотрению экономических споров.

## Судебная практика
За период с февраля 1994 года, когда было завершено создание материально-технической базы Суда и сформирован судейский состав, и по 1 июля 2025 года Экономическим Судом рассмотрено 130 дел, по которым принято 139 судебных актов (109 решений и консультативных заключений, 20 определений об отказе в принятии заявления (запроса) к рассмотрению либо о прекращении дела производством, 8 определений о разъяснении ранее принятого судебного решения и 2 постановления Пленума Экономического Суда СНГ).

### Межгосударственные экономические споры
Экономические споры между государствами — участниками СНГ составляют сравнительно небольшую часть дел, рассматриваемых Экономическим Судом: за первые 20 лет работы Суда рассмотрено 13 споров. При этом в ряде случаев Судом было принято решение об отказе в принятии дела к производству или о прекращении дела.
Решения по делам о спорах могут быть классифицированы по следующим категориям:
о ненадлежащем исполнении экономических обязательств;
о признании права собственности;
о коллизии норм национального права и норм права СНГ.

### Дела о толковании
Дела о толковании составляют основную массу дел, рассмотренных Экономическим Судом. На 1 июля 2025 года Судом рассмотрено 117 дел о толковании.
Среди рассмотренных судом дел о толковании выделяются следующие категории:
- о толковании соглашений и иных актов Содружества регулирующих вопросы исполнения межгосударственных экономических обязательств — 17 дел;
- о толковании учредительных документов и правового положения СНГ — 5 дел;
- о толковании соглашений и иных актов органов СНГ, регулирующих статус и полномочия организаций в рамках СНГ, органов и должностных лиц СНГ — 11 дел;
- о толковании соответствия положений соглашений, заключенных в рамках СНГ, актов органов СНГ нормам и принципам международного права — 10 дел;
- о толковании соглашений, регулирующих порядок разрешения межгосударственных споров в рамках СНГ — 7 дел;
- о толковании соглашений, регулирующих взаимодействие высших арбитражных, хозяйственных, экономических и других судов государств-участников СНГ по вопросам их процессуальной деятельности — 9 дел;
- о толковании соглашений и иных актов органов СНГ, регулирующих вопросы обеспечения социально-экономических прав граждан государств-участников СНГ — 50 дел;
- дела, рассмотренные Экономическим Судом СНГ в рамках выполнения функций Суда ЕврАзЭС — 1;
- иные дела — 7[14][16].

### Примечательные решения Суда
Решение Экономического Суда СНГ от 23 сентября 2014 года № 01−1/1−14 о толковании статьи 11 Конвенции о защите прав инвестора от 28 марта 1997 года было номинировано на премию «GAR Awards» в числе наиболее важных решений для судебной практики, опубликованных в 2014 году. В номинации отмечено, что указанное решение "предотвратило поток исков в так называемые «карманные» арбитражные суды".

### Практика исполнения решений Экономического Суда
Выводы и указания, содержащиеся в решениях Экономического Суда по делам о толковании положений международных договоров, заключенных в рамках СНГ, используются компетентными органами государств-участников в практической деятельности, при подготовке актов национального законодательства и для совершенствования международно-правовой базы, учитываются экспертами при разработке и согласовании договоров и решений, принимаемых в рамках СНГ.
Решения Экономического Суда по делам о толковании применяются в практике национальных судебных органов Республики Беларусь и Российской Федерации.